# Ich will dich
Ich will dich ist ein deutsches Liebesdrama des Regisseurs Rainer Kaufmann über zwei Frauen mittleren Alters, die ihre Liebe zueinander entdecken. Der 2013 gedrehte Fernsehfilm wurde 2014 auf dem Filmfest München aufgeführt und 2015 erstmals auf Arte gesendet.

## Handlung
Marie und Bernd, beide Architekten mit einer gemeinsamen Firma, sind ein zufriedenes Ehepaar mittleren Alters mit zwei halbwüchsigen Kindern, Lilly und Jonas. Eines Tages bekommen sie in ihrer Firma Besuch von Dom, einem früheren Verehrer Maries, und dessen Partnerin Ayla. Die beiden Paare verbringen ein gemeinsames Wochenende in einer Wochenendhütte, die Marie und Bernd gehört. Während die Männer segeln gehen, kommen sich die beiden Frauen durch einen spontanen Kuss Aylas, den Marie erwidert, näher. Marie ist zunächst völlig irritiert und erklärt bei einem gemeinsamen Abendessen der beiden Paare Ayla unter vier Augen, sie sei nicht lesbisch. Ayla sagt dies auch über sich.
Kurz darauf holt Ayla Marie aus dem Büro ab, um mit ihr das Kleid für ihre Hochzeit mit Dom auszusuchen. Sie werden von einer Bekannten Aylas zu einer Party mitgenommen, bei der Ayla und Marie miteinander tanzen und sich erneut gegenseitig küssen. Völlig verwirrt flieht Marie und fährt nach Hause. Nach einem Streit mit ihrer Tochter Lilly und deren Freund Fridy geht sie wildentschlossen zur in der Nachbarschaft wohnenden Ayla und hat Sex mit ihr. Einige Tage später erklärt Marie Ayla, dass sie kein Interesse hat, ihre Familie für Ayla aufzugeben und die Affäre beendet sei.
Ayla, inzwischen von Dom schwanger, kommt mit einem Schwächeanfall ins Krankenhaus. Marie macht sich Sorgen und sucht sie sofort zusammen mit Bernd auf. Als die Männer das Krankenzimmer verlassen, finden die beiden Frauen erneut zusammen und küssen sich. Bernd wird misstrauisch und fragt Marie, ob sie Ayla liebe. Sie weist dies empört von sich und benutzt Bernds Affäre mit Vicky, einer Mitarbeiterin des Architekturbüros, als Mittel, um von sich abzulenken. Marie hatte Bernd und Vicky zufällig abends beim Sex im Büro beobachtet.
Ayla und Dom heiraten. Bei der Hochzeitsfeier betrinken sich die Männer, während Marie und Ayla miteinander tanzen und sich dann in einem vermeintlich unbeobachteten Moment küssen. Jonas wurde jedoch durch den intensiven Tanz der beiden Frauen miteinander misstrauisch und beobachtet den Kuss. Später ziehen sich die beiden Frauen zurück und haben erneut gemeinsam Sex. Nachdem Ayla und Dom von der Hochzeitsreise zurück sind, empfindet Marie Eifersucht auf ihn und stellt Ayla zur Rede. Beide Frauen gestehen sich, dass sie sich gegenseitig vermisst haben, und treffen sich erneut zum Liebesspiel. Ihnen ist allerdings auch klar, dass sie sich ihren Männern offenbaren müssen, verdrängen das aber.
Bei der folgenden Feier zu Heiligabend, bei der beide Paare und die beiden Kinder anwesend sind, kommt es zum Eklat. Da Jonas nicht noch einmal Freunde besuchen darf, beschuldigt er die Erwachsenen der Verlogenheit und offenbart das Liebesverhältnis der beiden Frauen. Er flieht aus dem Haus zu Maries Vater, während die beiden Frauen ihren Männern gegenüber ihr Verhältnis eingestehen und ihre gegenseitige Liebe erklären. Bernd und Dom reagieren geschockt, verwirrt und wütend. Am kommenden Tag sucht Marie Jonas bei ihrem Vater auf und bittet ihn zurück nach Hause zu kommen. Sie erklärt, dass sie sich in Ayla verliebt habe und froh sei, dass die Wahrheit nun auf dem Tisch sei. Sie bekräftigt aber auch, dass sie sich nicht von Bernd trennen wolle.
Beim weihnachtlichen Mittagessen mit Bernds Eltern spricht Marie darüber, ein gemeinsames Doppelhaus mit Ayla und Dom zu beziehen. Bernd reagiert mit Ärger auf diesen Vorschlag und eröffnet Marie, dass Ayla und Dom nach London ziehen werden. Es kommt zu einer Aussprache zwischen beiden Frauen, bei der Ayla erklärt, dass sie keine Kraft für eine Doppelexistenz habe und ein Zusammenleben beider Paare unmöglich sei. Sie habe sich für Dom entschieden und ginge mit ihm nach London. Sie fragt Marie, ob sie sich entschieden habe. Marie bleibt verzweifelt und voller Liebeskummer zurück.
Kurz darauf bemerkt sie, dass Ayla und Dom mit einem Taxi zum Flughafen fahren wollen. Ayla schaut sehnsüchtig in Richtung Maries und Bernds Haus. Marie verlässt ebenfalls das Haus, obwohl Bernd sie aufzuhalten versucht. Doch Marie erklärt ihm, sie könne nicht mehr mit ihm zusammen sein, und fährt zum Flughafen. Dort erfährt sie, dass der letzte Flug nach London schon weg ist; trotzdem sucht sie nach Ayla und sieht sie dann mit ihrem Gepäck: Auch Ayla hat sich entschieden und ist nicht abgeflogen. Beide Frauen eilen aufeinander zu und fallen sich mit den Worten „Ich will dich!“ in die Arme.

## Hintergrund
Der Film wurde von Constantin Television GmbH im Auftrag von WDR und Arte produziert und im November und Dezember 2013 in Berlin und Umgebung gedreht. Die Premiere war am 2. Juli 2014 beim Filmfest München. Die Erstsendung auf Arte lief am 13. Februar 2015. Die erstmalige Ausstrahlung im Ersten am 21. Oktober 2015 erreichte 3,96 Mio. Zuschauer.

## Soundtrack
Neben der von Verena Marisa komponierten Filmmusik sind im Film unter anderem folgende Musikstücke zu hören:
- Jacques Dutronc – „J'aime les filles“
- Caribou – „Sun“
- Aretha Franklin – „Respect“
- Dionne Warwick – „The Look of Love“
- Diana Ross – „Chain Reaction“
- Dusty Springfield – „Spooky“

## Kritiken
Rainer Tittelbach von tittelbach.tv urteilte: „‚Ich will dich‘ erzählt von einer Ehefrau, Mutter und Geschäftsfrau, die ungeahnte Gefühle für eine andere Frau entwickelt. Der Film von Rainer Kaufmann verweilt ganz im Rahmen der Familie. Was wie ein Arthaus-Ästhetik-geschwängertes Gedankenexperiment beginnt, entwickelt sich zu einer wahrhaftigen Liebesgeschichte um tiefe Sehnsüchte & Verdrängung, um den Wunsch nach Nähe & körperlichem Verlangen. Es ist der großen Kunst und sinnlichen Überzeugungskraft von Ina Weisse & Erika Marozsán zu verdanken, dass es nur weniger intimer Momente bedarf, um einem die Liebe der Frauen glauben zu machen.“
Im Der Tagesspiegel stellte Thomas Gehringer fest: „Zwei Hetero-Frauen erleben miteinander Liebe und Lust, manövrieren jedoch weiter durch ihren Alltag, als könnten sie alles miteinander vereinbaren, ihre gegenseitige Zuneigung und Begierde, die Männer, die scheinbar heile Familienwelt mit Kindern und Schwiegereltern. […] Es stimmt nichts mehr in dieser Mittelschichts-Idylle, dennoch kämpft jeder redlich um deren Erhalt. ‚Ich will dich‘ erzählt auch von der vergeblichen Sehnsucht nach Harmonie. Marie will am liebsten alles, Ayla, deren Kind und die eigene Familie.“
Ulrich Feld von der Frankfurter Neue Presse meinte: „Diesen Streifen hätte man sich vor dreißig Jahren auch bestens mit Cathérine Deneuve und Isabelle Adjani vorstellen können. Allerdings sind Ina Weisse und Erika Marozsán ein mehr als ebenbürtiger Ersatz.“
Die Kritiker der Fernsehzeitschrift TV Spielfilm fassten zusammen: „Das Coming-out-Drama von Rainer Kaufmann zeigt die ganze Skala von Zerrissenheit, Unsicherheit, Lust und Eifersucht und verzichtet auf plakative Zurschaustellung“.
Ursula Scheer von der Frankfurter Allgemeinen Zeitung schrieb: „In seinem Drehbuch zeichnet Jürgen Schlagenhof eine Familienaufstellung mit Figuren, die keinen festen Standort haben, sondern in einem Dazwischen verharren. Oder einfach alles haben wollen, statt sich zu entscheiden. […] Wenn die Braut in Zeitlupe durchs Bild schwebt, der gefühlte hundertste Ballhaus-Kreisel um die Protagonistinnen aus der durchgestylten Welt des gehobenen Bürgertums schwirrt und gezupfte, orientalisch angehauchte Musik innere Berückung anzeigt, ist das in den meisten Fällen zu viel des Guten.“
Der Filmdienst urteilte kurz: „Thematisch mutiges (Fernseh-)Liebesdrama mit überzeugenden Darstellerinnen, die im Rahmen der dezenten visuellen Aufbereitung durchaus sinnliche Akzente setzen.“

## Auszeichnungen
- 2015: Preis der Deutschen Akademie für Fernsehen in der Kategorie „Schauspielerin Hauptrolle“ an Ina Weisse
- 2015: Medienkulturpreis beim Festival des deutschen Films an die WDR-Redakteure Gebhard Henke und Nina Klamroth
- 2016: Deutscher Fernsehpreis an Ina Weisse als beste Schauspielerin
- 2016: Nominierung für den Deutschen Schauspielerpreis in der Kategorie „Schauspieler in einer Nebenrolle“ an Ulrich Noethen